# 卡拉哈里夫卡
49°15′18″N 26°14′29″E / 49.25500°N 26.24139°E

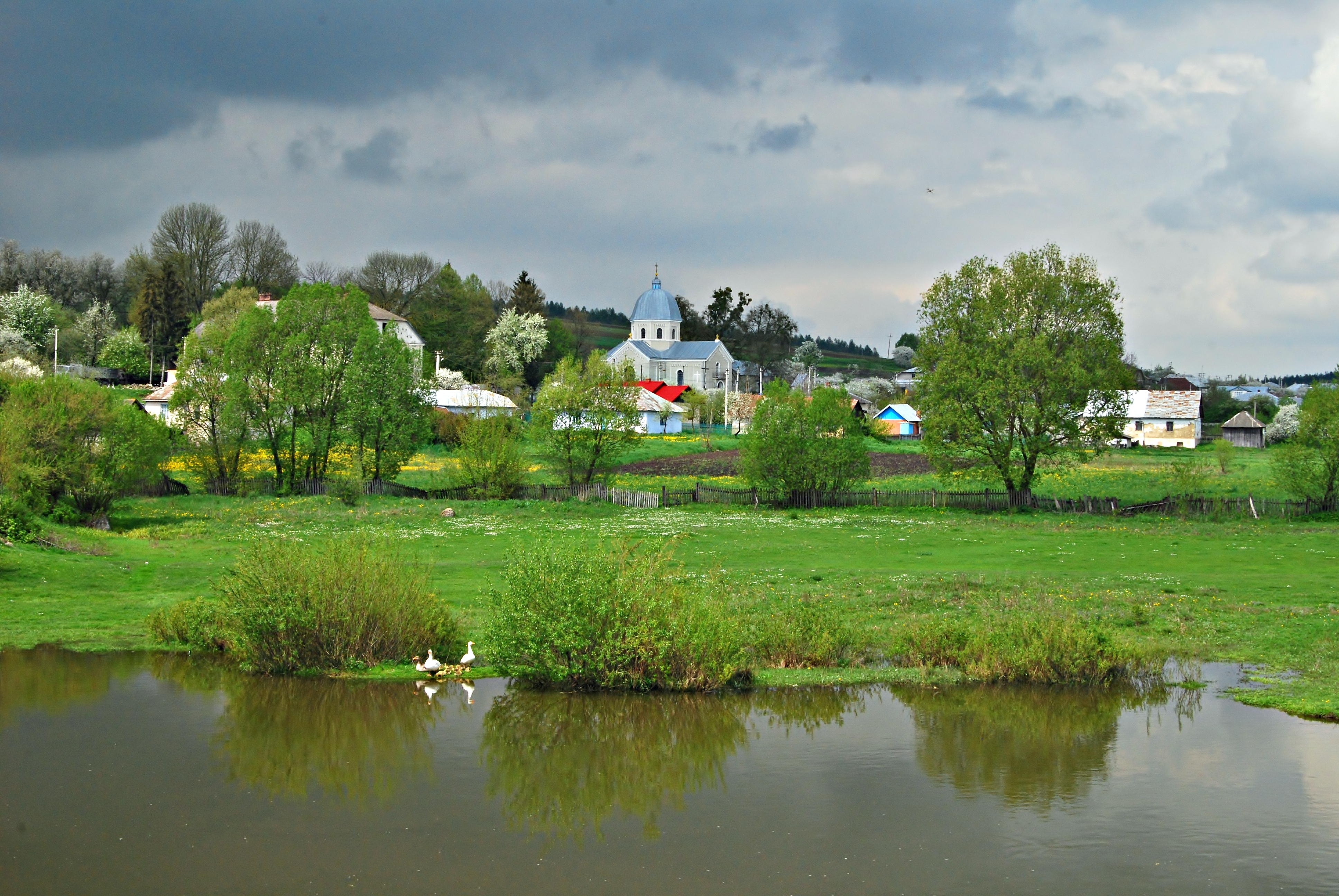

卡拉加里夫卡（烏克蘭語：Калагарівка），是烏克蘭的村落，位於該國西部捷爾諾波爾州，由喬爾特基夫區負責管轄，處於茲布魯奇河畔，始建於1581年，面積1.54平方公里，海拔高度251米，2001年人口685。